# Leopoldo Metlicovitz
Leopoldo Metlicovitz (Trieste, 17 luglio 1868 – Ponte Lambro, 19 ottobre 1944) è stato un pittore, illustratore e cartellonista italiano.
È considerato uno dei padri del moderno cartellonismo italiano, assieme a Leonetto Cappiello, Adolf Hohenstein, Giovanni Maria Mataloni e Marcello Dudovich.

## Biografia

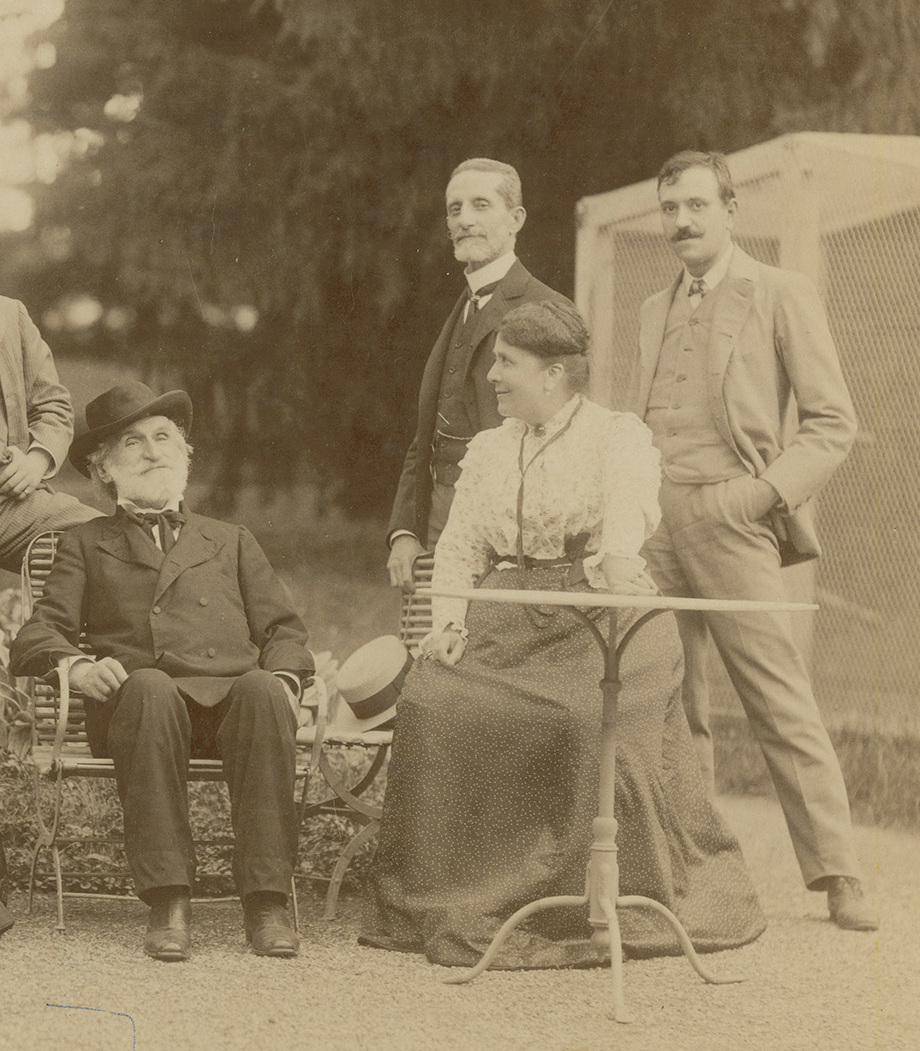
Leopoldo Metlicovitz (a destra) con Giuseppe Verdi, Giuditta Ricordi e Giulio Ricordi. Sant'Agata, 1900.

Figlio di Leopoldo, commerciante di origini dalmate (il cognome della famiglia era in origine Metlicovich) e di Angela Sbisà, giovanissimo inizia a lavorare nell'attività familiare e a quattordici anni entra come apprendista in una tipografia di Udine, dove impara la tecnica della litografia. Trasferitosi a Milano nel 1888 per lavorare presso la ditta Tensi, azienda di prodotti fotografici, viene qualche anno dopo notato da Giulio Ricordi, titolare della omonima casa musicale e delle Officine Grafiche, che gli propone una collaborazione.

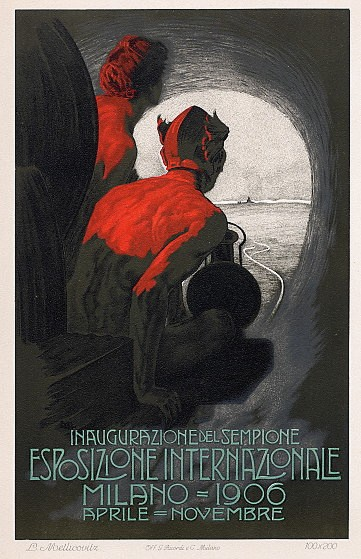
Manifesto ufficiale dell'Esposizione Internazionale di Milano, 1906

Nel 1892 entra in Ricordi come direttore tecnico. All'inizio fa pratica trasponendo i lavori di altri celebri cartellonisti come Hohenstein e Mataloni sulla pietra litografica, poi, grazie al suo talento pittorico sempre più apprezzato, inizia l'attività come disegnatore autonomo creando manifesti e illustrazioni per Ricordi. Verso la fine del secolo, il suo lavoro si lega sempre più all'attività teatrale e musicale milanese: molte delle opere dei più famosi compositori dell'epoca sono reclamizzate dai cartelloni firmati da Metlicovitz, da quelle di Giacomo Puccini come Tosca (1900), Madama Butterfly (1904) e Turandot (1926) a Iris di Pietro Mascagni (1898), a Conchita di Riccardo Zandonai (1911). Oltre che cartellonista, è scenografo e costumista per il Teatro alla Scala, illustratore di libretti, spartiti, calendari e riviste.
Grazie a Giulio Ricordi conosce personalmente Verdi e Puccini e può usufruire del palco riservato alla famiglia Ricordi alla Scala. In questo periodo di intense frequentazioni artistiche, Metlicoviz conosce Elvira Lazzaroni (1887-1941), attrice di teatro di quasi vent'anni più giovane di lui, che più tardi diverrà sua moglie.
A fine Ottocento i Grandi Magazzini Mele di Napoli cominciano ad affidare alle Officine Ricordi la campagna pubblicitaria per i propri capi di abbigliamento, una delle prime su larga scala. La collaborazione durerà dal 1898 al 1915 e gli artefici del successo sono i manifesti creati da Metlicovitz insieme ad Aleardo Terzi, Dudovich, Cappiello ed altri.
Nel 1906, in occasione della grande Esposizione Universale a Milano, Metlicovitz vince il concorso per il manifesto simbolo della fiera, dedicata al Traforo del Sempione, affermandosi sempre più come cartellonista. Sono decine le copertine di riviste, spartiti e libretti d'opera pubblicati da Ricordi, che recano la sua firma fra cui le riviste Musica e musicisti (1902-1905) e Ars et Labor (1906-1912); suoi lavori come illustratore appaiono anche su La Lettura (1906-1907,1909) mensile del Corriere della Sera.
A partire soprattutto dagli inizi del Novecento dalle Officine Grafiche Ricordi escono in vendita diversi prodotti frutto di un merchandising ante-litteram, grazie allo spirito imprenditoriale di Giulio Ricordi, e molti recano la firma di Leopoldo Metlicovitz come L'Almanacco Verdiano del 1902 o le serie di cartoline illustrate di tema musicale come quelle per le opere La Bohème, Tosca, Madama Butterfly, o Germania di Alberto Franchetti.
Con Elvira Lazzaroni, Metlicoviz gira l'Europa visitando le città e le capitali più ricche di fermenti culturali e di vita mondana. Nel 1907, su incarico di Ricordi, si reca a Buenos Aires per valutare la gestione di un'azienda grafica locale; arriva il primo figlio, Roberto (Milano, 1908-?) e i due decidono di unirsi in matrimonio. Nel 1910 i coniugi compiono un secondo viaggio in Argentina (vissuto dai due anche come viaggio di nozze) sempre per conto di Ricordi, che vorrebbe affidare a lui la direzione dell'azienda locale, incarico che l'artista tuttavia non ricoprirà. Molti cartelloni realizzati per il mercato argentino verranno poi riprodotti in Italia negli anni '20. 
Il 1912 è un anno cruciale: nasce la seconda figlia, Leopolda (1912-2008) e muore Giulio Ricordi; Metlicoviz si sposterà gradualmente nella villa di Ponte Lambro, che prima veniva utilizzata solo nei periodi di villeggiatura e nel 1915, sfollato dal capoluogo lombardo, diventerà la sua dimora fissa, pur continuando ad utilizzare lo studio presso la Ricordi. In quegli anni il matrimonio entra in crisi e la moglie abbandonerà lui e i figli tanto che la sorella di Leopoldo verrà chiamata a vivere con loro per sostituire la figura materna.
Nel 1914 Metlicovitz è anche uno dei disegnatori, insieme ad Armando Vassallo, Luigi Caldanzano e Adolfo De Carolis, coinvolti nel lancio del film Cabiria, un kolossal del muto sceneggiato da Gabriele D'Annunzio, per cui realizzerà ben quattro manifesti. Sue anche alcune serie di Figurine Liebig e il marchio di fabbrica che ancora oggi viene utilizzato dalle Fratelli Branca Distillerie, produttrici del Fernet Branca, raffigurante un'aquila che ghermisce con le ali spiegate una bottiglia del liquore al di sopra di un globo terracqueo.
Terminata nel 1938 la collaborazione con Casa Ricordi, si concentra sempre più sulla pittura, prediligendo il paesaggio e il ritratto e partecipando alle prime edizioni del Premio Cremona (1939-1940). Il 19 ottobre 1943 muore nella sua casa a Ponte Lambro.

## Attività artistica

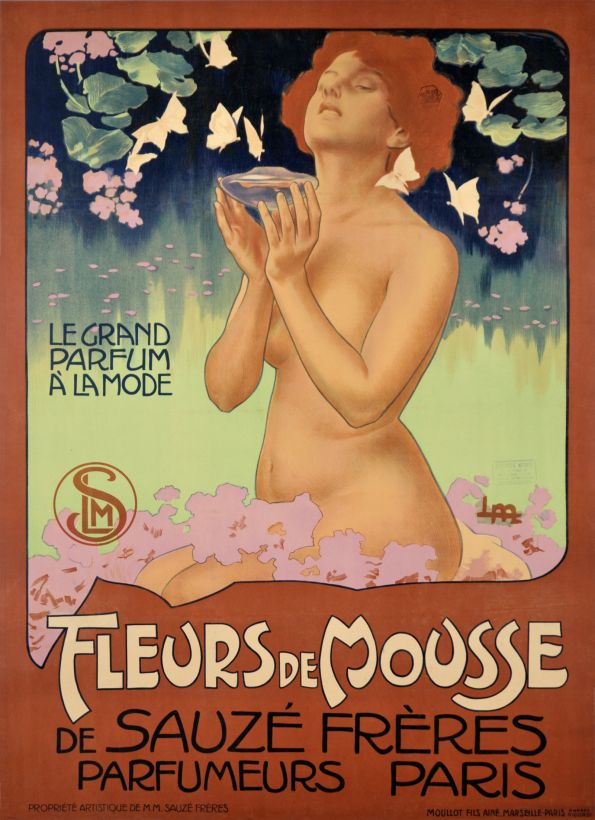
Fleurs de mousse, 1898

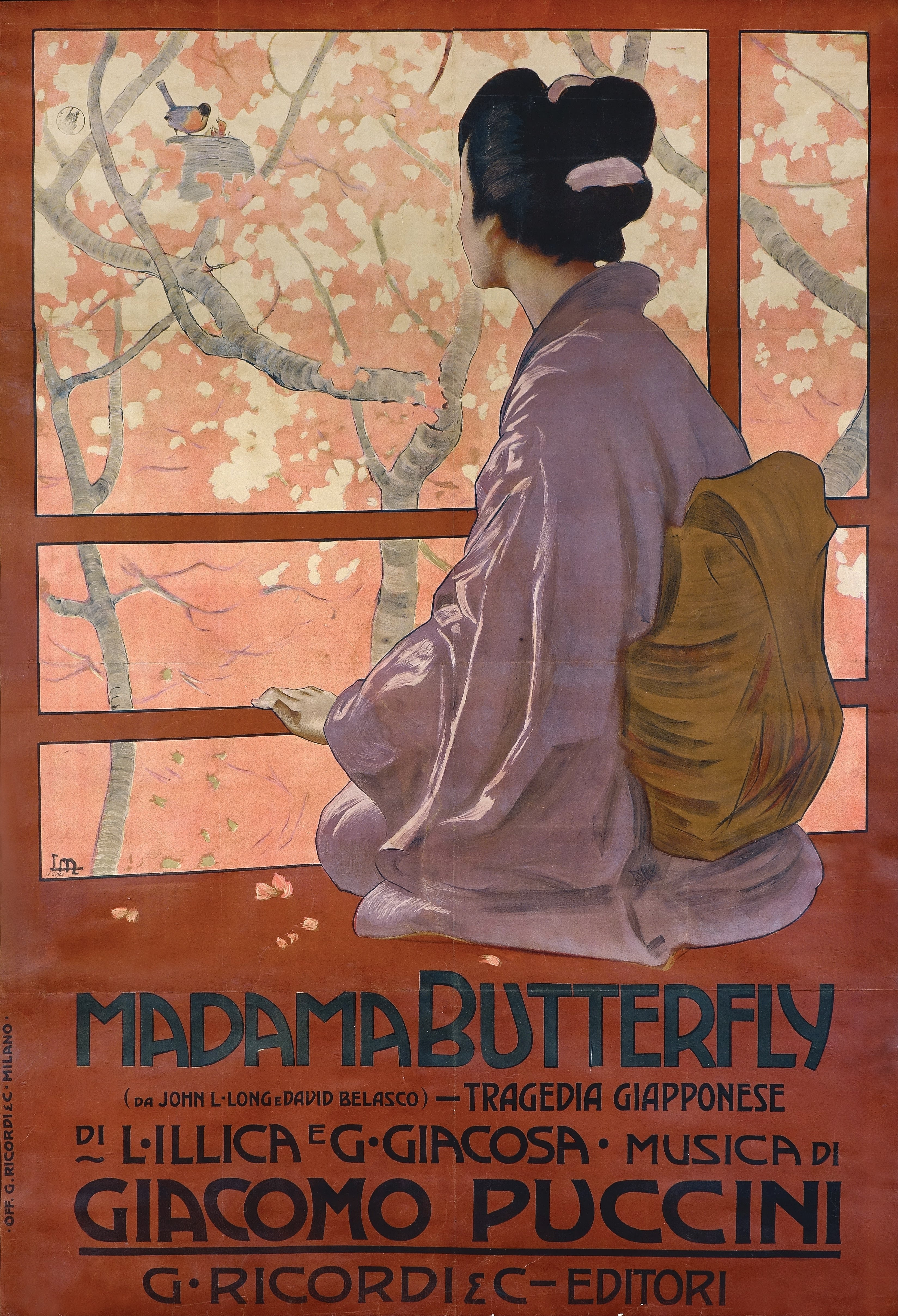
Madama Butterfly, 1904

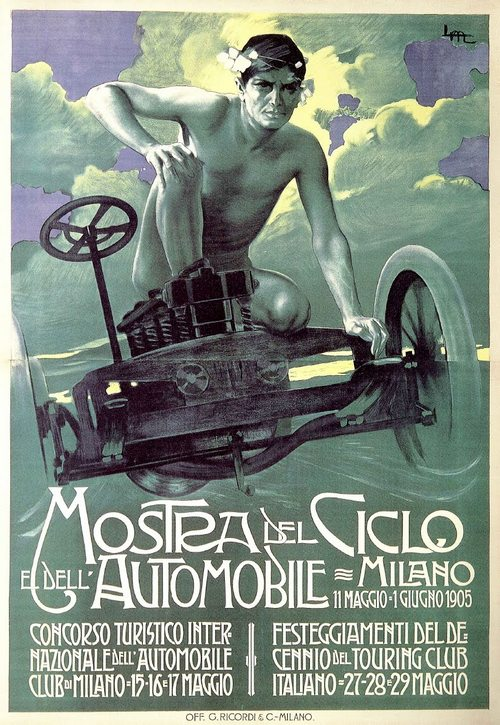
Mostra del ciclo, 1905

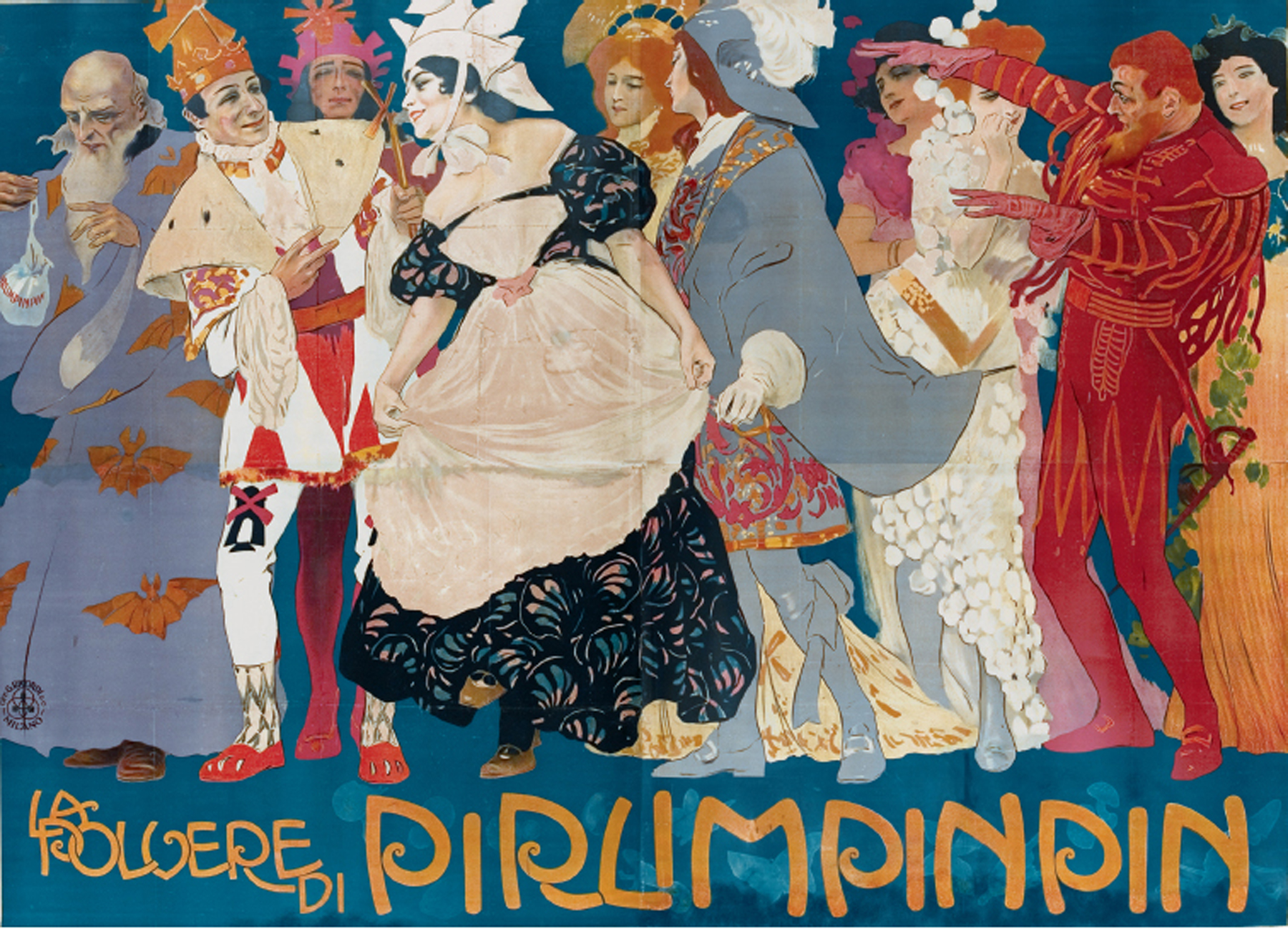
Pirlimpinpin, 1907

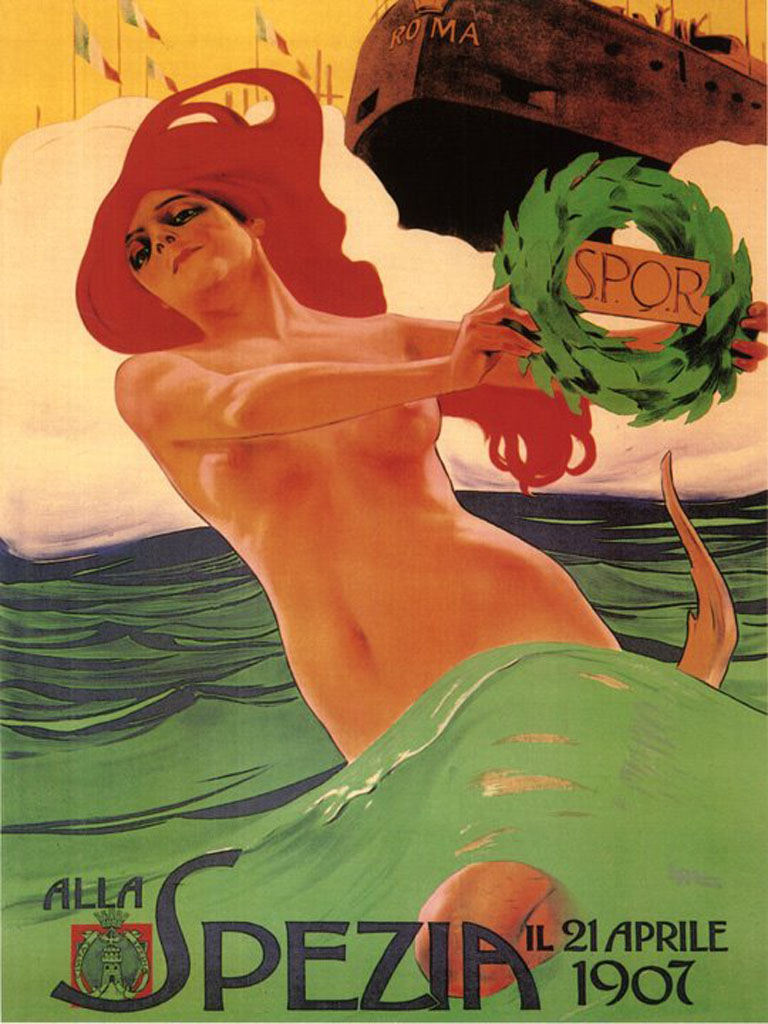
Varo della nave Roma, 1907

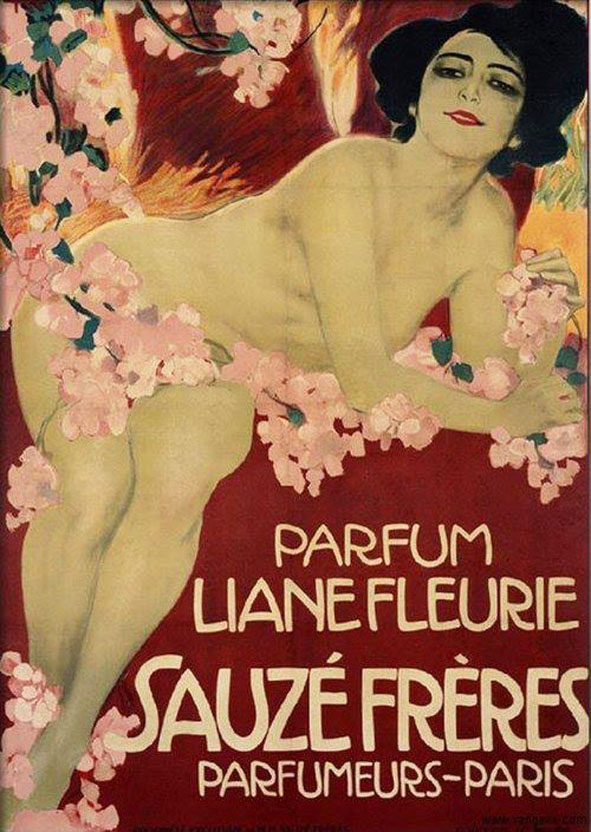
Liane Fleurie Sauzé Frères, 1911

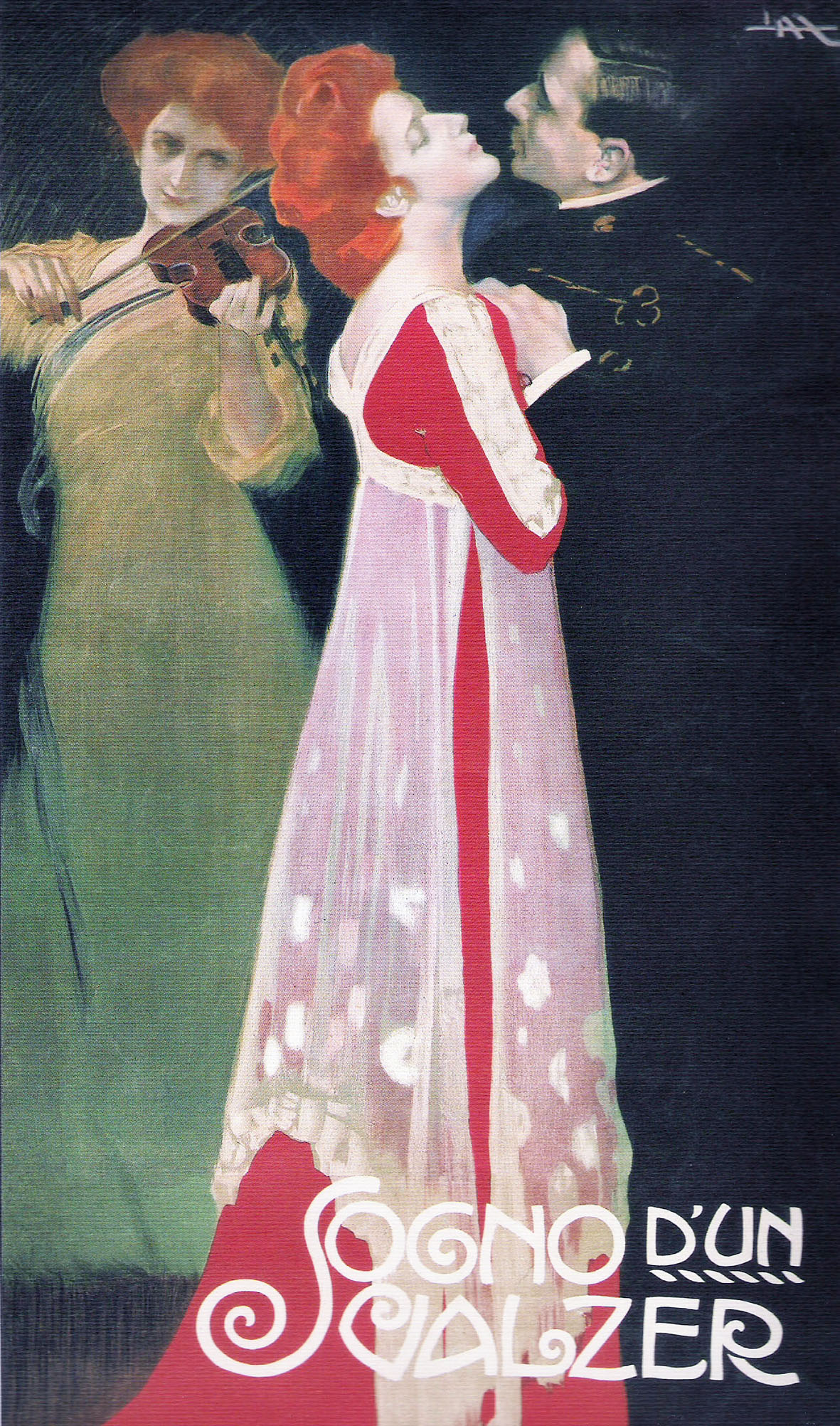
Sogno di un valzer

Aramos Pinto, 1915

### Manifesti

#### Teatro e musica
- 1898 - Iris, opera di Pietro Mascagni
- 1899 - La colonia libera, opera di Pietro Floridia
- 1900 - Anton, opera di Cesare Galeotti
- 1900 - Tosca, opera di Giacomo Puccini
- 1901 - Lorenza, opera di Edoardo Mascheroni
- 1904 - Madama Butterfly, opera di Giacomo Puccini
- 1905 - Amica, opera di Pietro Mascagni
- 1905 - Giovanni Gallurese, opera di Italo Montemezzi
- 1907 - Compagnia d'operette comiche e d'operette diretta dal cav. Giulio Marchetti
- 1907 - Hans il suonatore di flauto, opera di Louis Ganne
- 1908 - Il grillo del focolare, opera di Riccardo Zandonai
- 1908 - La polvere di Pirlimpinpin, di Costantino Lombardo
- 1909 - Manon Lescaut, opera di Giacomo Puccini, edizione del Teatro alla Scala
- 1910 - Sogno d'un valzer, di Oscar Straus
- 1910 - Compagnia italiana dell'opera comica Scognamiglio Caramba
- 1911 - Fonotipia. Il tenore comm. Giuseppe Anselmi
- 1911 - Conchita, opera di Riccardo Zandonai
- 1911 - Quo Vadis..?, opera di J.Nougues
- 1912 - Melenis, opera di Riccardo Zandonai
- 1913 - Amore in maschera, opera di Yvan de Hartulary Darclée
- 1916 - Il ragno azzurro, operetta di Alberto Randegger
- 1919 - Gianni Schicchi, opera di Giacomo Puccini, prima italiana
- 1919 - Suor Angelica, opera di Giacomo Puccini, prima italiana
- 1919 - Il tabarro, opera di Giacomo Puccini, prima italiana
- 1922 - Giulietta e Romeo, opera di Riccardo Zandonai
- 1925 - Compañia Santa Cruz
- 1926 - Turandot, opera di Giacomo Puccini
- 1926 - Clara Weiss

#### Cinema
- 1911 - La Divina Commedia "Inferno" - Milano Films
- 1913 - Germania - Savoia Film Torino
- 1913 - Guglielmo Tell
- 1914 - Cabiria
- 1915 - Pagliacci, di Francesco Bertolini
- 1915 -  Zinga - Itala Film Torino
- 1916 - Il fuoco, di Giovanni Pastrone
- 1916 - Tigre reale, di Giovanni Pastrone

#### Altro
- 1892 - La Sera
- 1897 - Fleurs de Mousse de Sauzé Frères parfumeurs Paris
- 1897 - Distillerie Italiane Apparecchi a gas d'alcool - Milano
- 1898 - E. & A. Mele & C.- Ombrellini d'ogni specie - Ricchi assortimenti
- 1899 - Liebig. Vero estratto di carne
- 1904 - Confezioni per uomo - Mele & C.- Napoli
- 1905 ca. - Bitter Pastore Milano
- 1906 - Flouvella de Sauzé Frères parfumeurs Paris
- 1908 ca - Confezioni e novità per bambini massimo buon mercato. Mele & C. - Napoli
- 1908 - Superator. Stufa a gas d'alcool
- 1909 - Mode novità. Massimo buon mercato. Mele & C. - Napoli
- 1909 - Automobile Club di Milano - Inaugurazione della nuova sede
- 1909 - L'Ora - Corriere Politico Quotidiano della Sicilia
- 1911 - Liane Fleurie Sauzé Frères
- 1911 - Mele & C. Massimo buon mercato
- 1911 ca. - Os vinhos do Porto de A. Ramos Pinto São uma tentação
- 1912 ca. - Sangemini acqua minerale naturale
- 1912 ca. - Mavridès' Cigarette Cairo
- 1913 - La Rinascente
- 1913 - Ferrovia Torino Cirié Lanzo
- 1914 - Calzaturificio di Varese.Sardi Trolli & C. concessionari
- 1920 - Istituto Nazionale delle Assicurazioni
- 1920-30 - Sangemini acqua minerale naturale
- 1921 - Il paradiso delle Dolomiti Hotel Misurina e Hotel Alpino
- 1921 - Impermeabili Ettore Moretti Milano
- 1923 - Bottega della gomma Milano
- 1925 - Zara
- 1925 ca - Pola Venezia Giulia
- 1925 - Società dei ferry-boat per l'Inghilterra
- 1926 - Antigelone Cagnola
- 1927 - Marmellate Fede Milano
- 1933 - Copertoni impermeabili Ettore Moretti Milano
- 1933 - Lido Villa Margherita Como
- 1937 - Lotteria di Tripoli
- n.d. - Corriere delle Signore - F. Treves Editori Milano
- n.d. - Nitrato di soda del Cile - concime azotato
- n.d. - "Fides" Cognac Italiano
- n.d. - Chianti Melini
- n.d. - Farina lattea Buitoni

#### Eventi
- 1905 - Mostra del Ciclo e dell'Automobile Milano
- 1906 - Inaugurazione del Sempione - Esposizione Internazionale - Milano
- 1907 - Varo della regia nave "Roma" alla Spezia
- 1911 - Esposizione internazionale delle industrie e del lavoro -Torino
- 1911 - Fiera cavalli Varese, 17-18-19 aprile
- 1913 - Feste centenarie Busseto 1813-1913, centenario verdiano
- 1914 - Teatro Greco di Siracusa - Agamennone di Eschilo
- 1921 - Gran stagione San Pellegrino maggio-ottobre
- 1923 - Teatro Solis Grandes Veglioni Carnaval - Montevideo
- 1925 - Erba Incino Concorso Ippico, 10-11-12 ottobre

### Opere pittoriche
- Ritratto di Arrigo Boito, olio su tela
- Ritratto di Giuseppe Verdi, olio su tela
- Tosca, 6 acquerelli per serie di cartoline
- Madama Butterfly, 12 acquerelli per serie di cartoline
- Germania, 10 acquerelli per serie di cartoline
- Verdi a Sant'Agata, 7 acquerelli per serie di cartoline
- Aida, acquerello per Almanacco Verdiano
- Otello, acquerello per Almanacco Verdiano